# 内尔河畔海乌姆诺
海乌姆诺，全名内尔河畔海乌姆诺（波兰语：Chełmno nad Nerem，发音：[ˈxɛu̯mnɔ ˌnad ˈnɛrɛm]；二战期间德语名：Kulmhof an der Nehr），是波兰大波兰省科沃县的村庄。